# Cookies ’n’ Beans
Cookies ’n’ Beans – szwedzki girls band grający muzykę country, założony w 2003 roku przez Fridę Öhrn, Lindę Ström i Charlotte Centervall.

## Historia
W 2003 roku trzy wokalistki – Frida Öhrn, Linda Ström i Charlotte Centervall – zdecydowały się na rozpoczęcie współpracy, czego efektem było powstanie trio o nazwie Cookies ’n’ Beans. 
W 2007 roku ukazał się ich pierwszy album studyjny zatytułowany Tales from a Trailor Trash Soul, na który wokalistki nagrały swoje wersje ulubionych piosenek z gatunku country. W 2008 roku wygrały szwedzki konkurs muzyki country w kategorii „Alternatywne country”. Kilka miesięcy później nagrały swoją wersję utworu „First We Take Manhattan”, który znalazł się na płycie kompilacyjnej pt. Cohen – the Scandinavian Report, wydanej ku czci Leonarda Cohena.

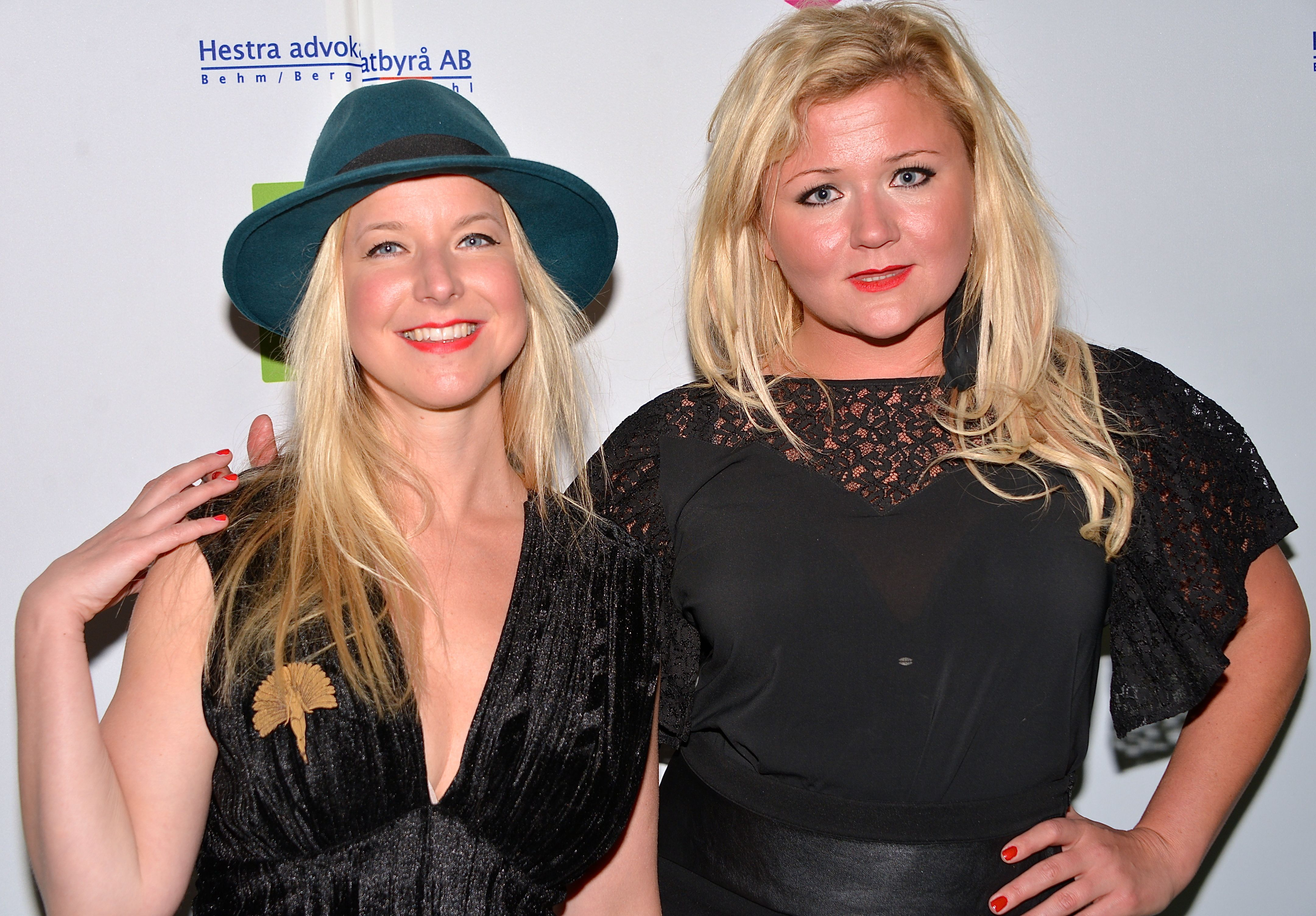
Dwie wokalistki zespołu podczas gali wręczenia Nagród Grammis w 2013 roku

W 2009 roku zakwalifikowały się do stawki konkursowej krajowych eliminacji eurowizyjnych Melodifestivalen 2009, do których zgłosiły się z piosenką „What If”. W lutym wystąpiły w drugim półfinale selekcji i zajęły w nim piąte miejsce, przez co nie awansowały do finału. W marcu 2010 roku wystąpiły gościnnie w jednym z odcinków programu Så ska det låta, będącym szwedzką wersją formatu The Lyrics Board (w Polsce znanym jako Śpiewające fortepiany). Pod koniec miesiąca premierę miał ich drugi album studyjny zatytułowany Beg, Borrow and Steal. W tym samym roku wystąpiły gościnnie na festiwalu Lotta på Liseberg.
W 2012 roku wydały swoją trzecią płytę studyjną zatytułowaną Go Tell the World. W tym samym roku wystąpiły na festiwalu Allsång på Skansen. W 2013 roku zakwalifikowały się stawki konkursowej eliminacji Melodifestivalen 2013, do których zgłosiły się z utworem „Burning Flags” autorstwa Fredrika Kempe. Na początku lutego wystąpiły w pierwszym półfinale selekcji i awansowały do rundy dogrywkowej, w którym zajęły siódme miejsce i nie przeszły do finału. W marcu premierę miał ich czwarty album studyjny pt. The First Steps. 
W listopadzie 2015 roku ukazał się ich nowy, świąteczno-noworoczny singiel „God Jul & Gott Nytt År”.

## Dyskografia

### Albumy studyjne
- Tales from a Trailor Trash Soul (2007)
- Beg, Borrow and Steal (2010)
- Go Tell the World (2012)
- The First Steps (2013)